# Krankenhaus St. Elisabeth und St. Barbara

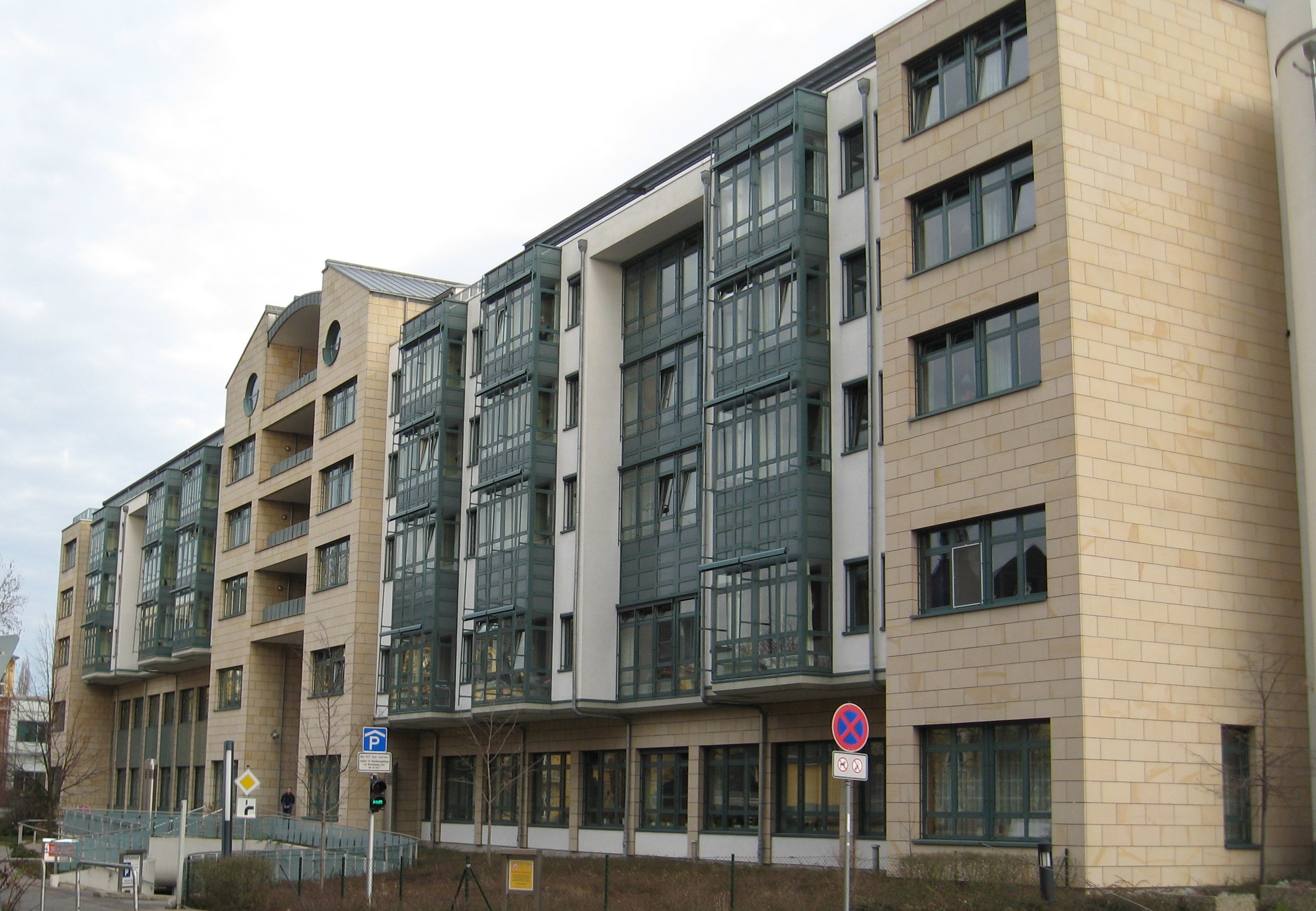
Teilansicht des Krankenhauses

Das Krankenhaus St. Elisabeth und St. Barbara ist ein Krankenhaus der Schwerpunktversorgung in Trägerschaft des katholischen Elisabeth Vinzenz Verbundes in Halle (Saale). Es umfasst die Standorte St. Elisabeth in der Südlichen Innenstadt und St. Barbara im Stadtteil Damaschkestraße.
Der Geschäftsführer ist Peter Pfeiffer, Ärztlicher Direktor Hendrik Liedtke. Als zweitgrößtes Klinikum der Stadt nach dem Universitätsklinikum trägt das Krankenhaus St. Elisabeth und St. Barbara maßgeblich zur Gesundheitsversorgung im Süden Sachsen-Anhalts bei. Es fungiert außerdem als Akademisches Lehrkrankenhaus der Martin-Luther-Universität Halle-Wittenberg.

## Geschichte
Das Krankenhaus St. Elisabeth und St. Barbara geht auf eine Gründung der Kongregation der Schwestern von der hl. Elisabeth zurück. Diese war ab 1891 pflegerisch in Halle aktiv. 1894 errichtete der Orden an der Südseite der Mauerstraße das St.-Elisabeth-Haus, eine Einrichtung zur Pflege und Betreuung kranker Kinder.
1896 begann der Bau des Elisabeth-Krankenhauses, das am 8. September 1897 eingeweiht wurde. Bereits 1903 wurde es durch den Anbau des Westflügels vergrößert. 1928 entstand nach Plänen des ortsansässigen Architekten Paul Fischer entlang der Mauerstraße ein Krankenhaus-Neubau. Nach der Wende entstanden ab 1990 neue Gebäudeteile, am 4. Dezember 2004 wurde die Hauskapelle St. Elisabeth und St. Barbara fertiggestellt.
1904 errichtete der Orden im Süden der Stadt in der Barbarastraße ein Kinderkrankenhaus, das 1925 nach der Heiligen Barbara benannt wurde.
Um die medizinischen Kompetenzen beider Krankenhäuser zu bündeln, wurden sie 1990 zusammengelegt. Seit dem Jahr 2000 firmieren sie unter dem Namen Krankenhaus St. Elisabeth und St. Barbara unter Beibehaltung beider Standorte.

## Lage
Der Standort St. Elisabeth befindet sich in der Mauerstraße, unmittelbar neben der katholischen Kirche St. Franziskus und St. Elisabeth und den Frankeschen Stiftungen. Die nächstgelegene Haltestelle Franckeplatz wird von den Straßenbahnen der Linien 1, 3, 4, 7, 8, 9 und 16, den Nachtlinien 94 und 95 sowie den Buslinien 91 und 97 angefahren. Der Standort St. Barbara in der Barbarastraße kann über die Straßenbahnhaltestellen BG Kliniken Bergmannstrost mit den Linien 2 und 5 sowie Vogelweide mit den Linien 2, 3, 8 und 16 erreicht werden.

## Kloster
1891 ließen sich Ordensschwestern von der Kongregation der Schwestern von der hl. Elisabeth aus Neisse (Schlesien) in Halle nieder, um sich der Krankenpflege zu widmen.
1925/26 entstand nach Plänen des ortsansässigen Architekten Paul Fischer im Innenhof des Elisabeth-Krankenhauses ein Kloster, das zeitweise auch als Provinzhaus des Ordens genutzt wurde. 1926 wurde die Klosterkapelle St. Elisabeth eingerichtet.
Nachdem die Kongregation der Schwestern von der hl. Elisabeth wegen Überalterung der Schwestern und Nachwuchsmangel ihr Kloster in Halle Ende Juni 2021 aufgeben musste, wurde die Klosterkapelle St. Elisabeth per Dekret vom 20. Mai 2021 profaniert. Der letzte Gottesdienst fand am 28. Juni 2021 statt.